# Bill Emmott
William John Emmott (né le 6 août 1956) est un journaliste, auteur et consultant anglais surtout connu comme rédacteur en chef du journal The Economist de 1993 à 2006. Emmott a écrit quatorze livres et travaillé sur deux longs métrages documentaires. Il est aujourd'hui président de l'Institut international d'études stratégiques, de la Japan Society of the UK à Londres et de l'International Trade Institute, un organisme éducatif irlandais. Il est également conseiller principal en géopolitique chez Montrose Associates, cabinet de conseil en intelligence stratégique, administrateur de la bibliothèque Chester Beatty de Dublin et Ushioda Fellow au Tokyo College de l'Université de Tokyo.

## Vie et travail
Emmott est né le 6 août 1956 de Richard Anthony et Audrey Mary Emmott. Son père était comptable. Emmott a fait ses études à la Latymer Upper School de Londres et au Magdalen College d'Oxford. Il est diplômé d'Oxford avec mention très bien en philosophie, politique et économie. Emmott a épousé Charlotte Crowther pour la première fois en 1982. Après leur divorce, il a épousé Carol Barbara Mawer en 1992. Après avoir obtenu son diplôme et un doctorat inachevé sur la politique française au Nuffield College d'Oxford, il a travaillé pour le journal The Economist à Bruxelles, Tokyo et Londres, et est devenu le quinzième rédacteur en chef de la publication en mars 1993. Emmott a démissionné treize ans plus tard, le 20 février 2006. Durant son mandat, The Economist a rédigé des éditoriaux en faveur de la guerre en Irak, de la légalisation du mariage homosexuel, de l'abolition de la monarchie britannique et de l'opposition à Silvio Berlusconi comme Premier ministre de l'Italie. En 2009, Emmott a reçu le prix Gerald Loeb Lifetime Achievement Award pour l'excellence de son journalisme d'affaires.
Emmott a été président de la bibliothèque de Londres de 2009 à 2015. Il a travaillé comme conseiller économique de groupe pour Fleming Family &amp; Partners de 2011 à 2015. Il est actuellement Ushioda Fellow au Tokyo College de l'Université de Tokyo et est membre du conseil consultatif mondial de l'UTokyo. Il a été professeur invité à l'Université Shujitsu d'Okayama, au Japon, chercheur invité à la Blavatnik School of Government d'Oxford et chercheur invité à l'All Souls College d'Oxford. De 2006 à 2019, Emmott a également été conseiller auprès de Swiss Re et a été président du conseil de contenu de l'Ofcom de janvier à juillet 2016, lorsque la direction de l'organisation a décidé que le résultat du référendum sur le Brexit rendait trop inconfortable la présence d'un journaliste dans ce rôle,.
Emmott a écrit le livre à succès The Sun Also Sets: The Limits to Japan's Economic Power (1989), ainsi que 20:21 Vision: Twentieth-Century Lessons for the Twenty-First Century (2003), Japanophobia: The Myth of the Invincible Japanese (1993) et Rivals: How the Power Struggle Between China, India and Japan Will Shape our Next Decade (2008).
Son livre sur l'Italie, Forza, Italia: Come Ripartire dopo Berlusconi (Allez, Italie: comment redémarrer après Berlusconi) a été traduit en italien et publié en 2010. Au départ, il n'existait pas de version anglaise de ce livre. Emmott a ensuite mis à jour, révisé et développé le contenu d'une version en langue anglaise intitulée Good Italy, Bad Italy, qui a été publiée en 2012.
En avril 2016, le gouvernement japonais lui a décerné l'Ordre du Soleil levant, rayons d'or avec ruban de cou.
Emmott rédige des chroniques sur l'actualité pour La Stampa en Italie, Nikkei Business et Mainichi Shimbun au Japon, ainsi que pour Project Syndicate à l'échelle internationale. Son ouvrage Le destin de l'Occident : la bataille pour sauver l'idée politique la plus réussie au monde a été publié en avril 2017. Par la suite, Japan's Far More Female Future a été publié en japonais par Nikkei en juillet 2019, puis en anglais par Oxford University Press en 2020. Son livre le plus récent, Deterrence, Diplomacy and the Risk of Conflict over Taiwan, a été publié en juillet 2024 par IISS/Routledge dans la série Adelphi. Une traduction japonaise, intitulée How To Stop World War Three, a été publiée le même mois par Fusosha.
Il vit actuellement avec sa femme Carol à Oxford et Dublin avec leurs 2 chiens.

## Travail cinématographique

### Petite amie dans le coma
Emmott a co-écrit et narré un film documentaire intitulé Girlfriend in a Coma, qui dépeint l'Italie dans une crise qui dure depuis 20 ans. Il a été réalisé en 2012 par Springshot Productions sous la direction et la co-écriture d' Annalisa Piras. Le film a été diffusé sur les chaînes de télévision BBC Four, Sky Italia et La7 début 2013, puis sur d'autres chaînes dans le monde entier, ainsi que lors de plus de 46 projections publiques organisées de manière indépendante en Italie et à l'étranger. Au cours des six mois qui ont suivi sa sortie, le film a été regardé par plus d'un million et demi de spectateurs.

### Le film sur la grande catastrophe européenne
Emmott et Piras ont collaboré à nouveau pour The Great European Disaster Movie, diffusé début 2015 au Royaume-Uni, en France, en Allemagne et dans de nombreux autres pays européens. Ce film, traduit en dix langues, a été vu par 2,5 millions de spectateurs dans douze pays. En octobre 2015, ils ont décidé de rendre le film accessible gratuitement pour des projections publiques et des débats sur l’avenir de l’Union européenne. En mai 2016, il a remporté le prix allemand CIVIS Media dans la catégorie TV-Information.

## Fondation Wake Up
Emmott et Piras ont fondé la Wake Up Foundation afin d’utiliser le cinéma, l’écriture et les données pour sensibiliser le public au déclin des sociétés occidentales. Parmi les premiers projets de la fondation figurent l’initiative Wake Up Europe!, le documentaire The Great European Disaster Movie et un indicateur statistique mesurant la santé à long terme des sociétés occidentales, baptisé Indice 2050. En mai 2019, la fondation a organisé à Turin son premier festival du film Wake Up Europe, consacré aux documentaires ayant un impact social.